# Christian Wittmann

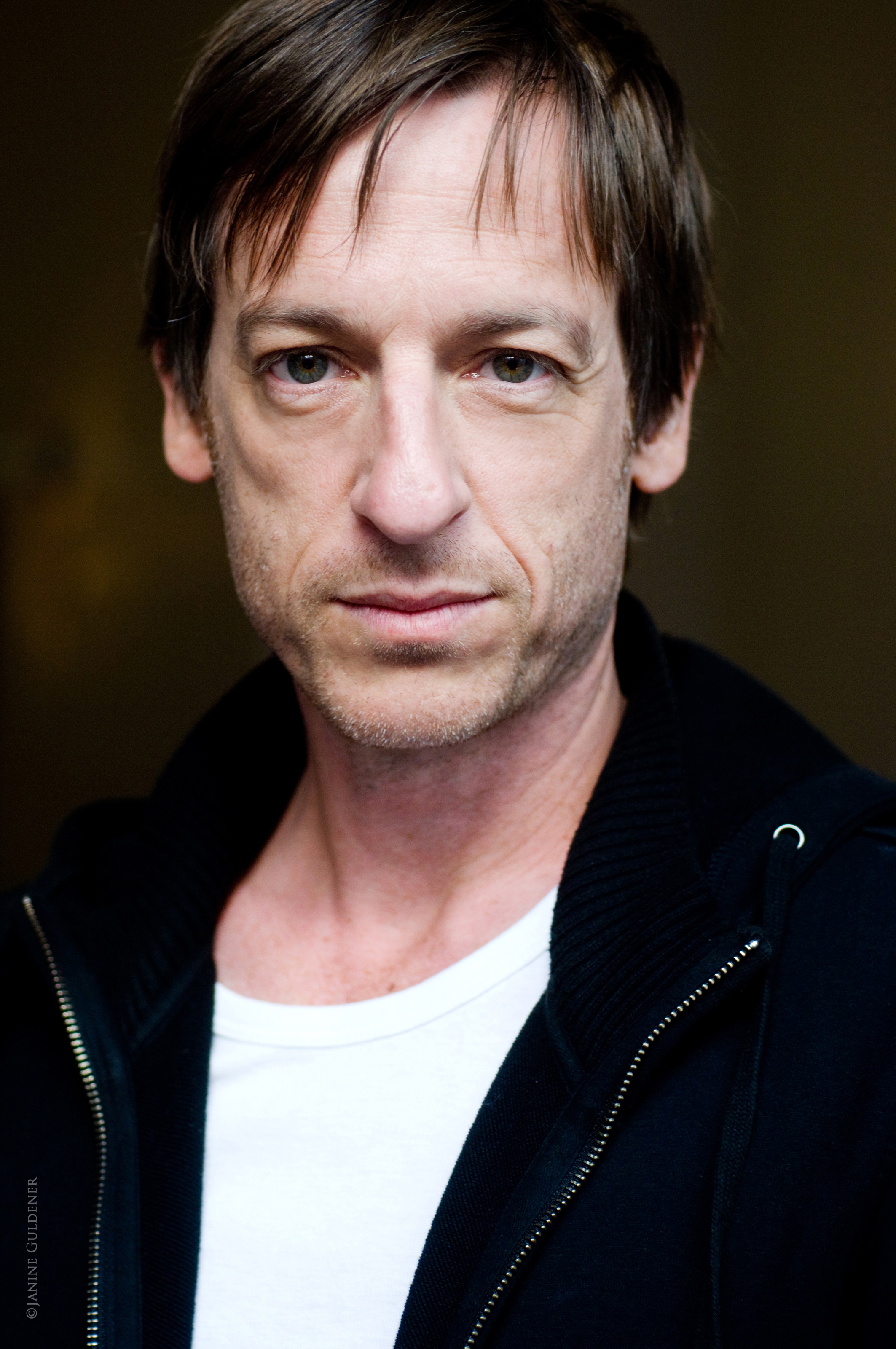
Christian Wittmann

Christian Wittmann (* 1967 in München) ist ein deutscher Regisseur, Autor und Schauspieler.

## Leben und Wirken
Christian Wittmann absolvierte eine Schauspiel-Ausbildung an der Schauspielschule Zinner Studio in München von 1983 bis 1986. Seit 1987 hatte er unter anderem Auftritte am Staatstheater Bremen (1989–1990), Theater Lübeck (1991–1992), Schauspielhaus Wien (1993–1994), Renaissancetheater in Berlin (1996), an der Volksbühne Berlin (1997), bei den Wiener Festwochen (1997), am Bayerischen Staatsschauspiel (1998), Landestheater Linz (2001), bei der Ruhrtriennale (2003), Hebbel am Ufer (2004–2006), Theater am Neumarkt Zürich (2005), Societätstheater Dresden (2010), am Düsseldorfer Schauspielhaus (2011), Theater an der Parkaue (2014), bei den Kunstfestspielen Herrenhausen (2016) und am Theater Marburg (2016). Weiterhin pflegte er regelmäßige Zusammenarbeit mit experimentellen freien Gruppen wie dem Ensemble für Städtebewohner Wien/Berlin oder norton.commander.productions aus Dresden.
Wittmann ist seit 1993 in Spielfilmen, Fernsehfilmen und -serien zu sehen. Im Hörspielbereich wirkt er als Autor, Regisseur und Sprecher für BR, WDR, DLF, NDR, SWR und RB. Seit 2000 inszeniert er an den Landestheatern Linz und Schleswig-Holstein. Gemeinsam mit zeitblom und dem Videokünstler René Liebert realisiert er Live-Performanceprojekte, audiovisuelle Performances und Installationen sowie performative Konzerte, u. a. für Haus der Kulturen der Welt in Berlin, Kunsthalle Düsseldorf, Stadt Ulm und Akademie der Künste Berlin.
Christian Wittmann lebt in Berlin.

## Auszeichnungen
- 1994: Bester deutschsprachiger Nachwuchsschauspieler (THEATER HEUTE)
- 2002: Deutscher Comedypreis (Beste Serie)
- 2020: Hörspielpreis der Kriegsblinden für AUDIO.SPACE.MACHINE (zusammen mit zeitblom)
- 2022: Kurd Laßwitz Preis / Bestes Sci-Fi Hörspiel (zusammen mit zeitblom)

## Theaterregie (Auswahl)
- 2000: Werner Schwab: Der reizende Reigen nach dem Reigen des reizenden Herrn Arthur Schnitzler (Kunsthaus Tacheles Berlin)
- 2002: Caryl Churchill: In weiter Ferne (Landestheater Linz)
- 2004: Rainer Werner Fassbinder: Die bitteren Tränen der Petra von Kant (Landestheater Linz)
- 2006: Friedrich Schiller: Maria Stuart (Landestheater Linz)
- 2007: George Tabori: Mein Kampf (Landestheater Linz)
- 2008: Caryl Churchill: Die Kopien (Landestheater Linz)
- 2010: Elfriede Jelinek: Über Tiere (Landestheater Linz)
- 2011: nach Ferdinand Kriwet: Beattheater 2011 (onstage) (Schauspielhaus Düsseldorf, Audiovisuelle Performance)
- 2011: Elfriede Jelinek: In den Alpen (Landestheater Linz)
- 2011: Tamsin Oglesby: Richtig Alt, So 45 (Landestheater Linz)
- 2012: Euripides: Die Vögel (Landestheater Schleswig-Holstein)
- 2013: Georg Büchner: Dantons Tod (Landestheater Linz)
- 2014: Ödön von Horvath: Geschichten aus dem Wiener Wald (Landestheater Schleswig-Holstein)
- 2014: Tamsin Oglesby: Ephebiphobia (Angst vor Teenagern) (Landestheater Linz)
- 2015: Elfriede Jelinek: Winterreise (Landestheater Linz)
- 2016: wittannn/zeitblom: Is Everybody In? (Haus der Kulturen der Welt Berlin, Audiovisuelle Performance)
- 2017: wittmann/zeitblom & Liebert: Resonanzen (Ulmer Münster, Audiovisuelle Performance)
- 2018: wittmann/zeitblom & Liebert: @Wonderworld – The Story of Alice & Bob (onstage) (Kammermusiksaal Deutschlandfunk Köln, Audiovisuelle Performance)
- 2019: wittmann/zeitblom: Audio.Space.Machine (Akademie der Künste Berlin, Audio-Installation)[2]
- 2022: wittmann/zeitblom & Liebert: Digital Wall – Neue Ufer (Stadt Ulm, Audiovisuelle Installation)
- 2022: wittmann/zeitblom: Ocean. World. Modules (Alte Münze Berlin, Audio-Installation)

## Hörspiele (Auswahl)

### Sprecher
- 1990–1991: Bernard Fathmann: Kastendiek und Bischoff (4 Folgen) – Regie: Hans Helge Ott, Jochen Schütt (RB)
- 1990: Bernard-Marie Koltès: Tabataba – Regie: Gerhard Willert (RB)
- 1991: Frank Grupe: Nimmer – Regie: Frank Grupe (RB)
- 1992: Rudyard Kipling: Die Katze, die ihren eigenen Pfad sucht – Regie: Gerhard Willert (RB)
- 1994: Johann Wolfgang von Goethe: Die Laune des Verliebten – Regie: Gerhard Willert (RB)
- 2008: Josef Maria Schäfers: Havarien – Regie: Stella Luncke, Josef Maria Schäfers (SWR)
- 2009: Edgar Allan Poe: POEsPYM – Regie: Michael Farin (Deutschlandradio Kultur)
- 2011: Josef Maria Schäfers: Open Shell – Regie: Stella Luncke, Josef Maria Schäfers (Deutschlandradio Kultur)[4]

### Regie
- 2011: James Graham Ballard: Running Wild (WDR)
- 2014: wittmann/zeitblom nach Marguerite Duras und Robert Antelme: Die Existenz der Haut (Deutschlandradio Kultur)
- 2015: Bonn Park: Traurigkeit & Melancholie – Ein Fragment (Deutschlandradio Kultur)
- 2016: wittmann/zeitblom nach Jean Cocteau: Was mit uns los ist, kann doch kein Mensch verstehen (Deutschlandradio Kultur)
- 2018: wittmann/zeitblom nach Paul Scheerbart: Perpetuum Mobile (BR)[4]

### Sprecher und Regie (mit zeitblom)
- 2013: William S. Burroughs: Die letzten Worte von Dutch Schultz (WDR)
- 2015: Céline Minard: Mit heiler Haut (WDR)
- 2017: Jack Finney: Körperfresser (WDR)[4]
- 2022: James Sallis: Sarah Jane (NDR)

### Sprecher, Regie und Autor (mit zeitblom)
- 2011: nach Ferdinand Kriwet: BeatTheater 2011 (Deutschlandradio Kultur)
- 2012: T.A.Z. – Temporäre Autonome Zone (Deutschlandradio Kultur)
- 2016: Gadji Beri #2016 (Deutschlandfunk/NDR/SWR/WDR, Hörspiel des Monats)
- 2018: @wonderworld – The Story of Alice and Bob (Deutschlandfunk/SWR)
- 2019: AUDIO.SPACE.MACHINE – Bauhaus Konzeptalbum (Deutschlandfunk/NDR/SWR/IMF; Hörspiel des Monats, Hörspielpreis der Kriegsblinden 2020)
- 2020: Tell Me Something Good, Stockhausen! (NDR/DLF/BR)
- 2021: r_crusoe™ – Posthumane Robinsonade (Deutschlandfunk/SWR)
- 2021: Ocean World (Deutschlandfunk/NDR/Oceans 21)[4]

## Filmografie (Auswahl)
- 1993: Der Komödienstadel: Die Kartenlegerin
- 1995: Tatort: Tod eines Auktionators (Fernsehreihe)
- 1995–1997: Schwurgericht (Fernsehreihe, 6 Folgen)
- 1995: Kommissar Rex (Fernsehserie, 1 Folge)
- 1998–2002: Ein Fall für zwei (Fernsehserie, 2 Folgen)
- 1998: Die Straßen von Berlin (Fernsehserie, 1 Folge)
- 1999: Operation Phoenix – Jäger zwischen den Welten (Fernsehserie, 1 Folge)
- 1999: Sperling (Fernsehreihe, 1 Folge)
- 1999–2005: Hausmeister Krause – Ordnung muss sein (Fernsehserie, 12 Folgen)
- 2000: Tatort: Die Möwe (Fernsehreihe)
- 2000: Tatort: Einmal täglich (Fernsehreihe)
- 2002: Der Ermittler (Fernsehserie, 1 Folge)
- 2003: SK Kölsch (Fernsehserie, 1 Folge)
- 2004: Das Zimmermädchen und der Millionär (Fernsehfilm)
- 2004: Doppelter Einsatz (Fernsehserie, 1 Folge)
- 2006: Balko (Fernsehserie, 1 Folge)
- 2007: Stadt, Land, Mord! (Fernsehserie, 1 Folge)
- 2010: Festung
- 2012: SOKO Donau (Fernsehserie, 1 Folge)
- 2012: Die Rosenheim-Cops (Fernsehserie, 1 Folge)
- 2013: Der Staatsanwalt (Fernsehserie, 1 Folge)
- 2015: Süßer September (Fernsehfilm)
- 2016: Der Windmacher (Festivaltrailer Filmfest Cottbus)
- 2017: Beck is back! (Fernsehserie, 1 Folge)
- 2019: Notruf Hafenkante (Fernsehserie, Folge Aus für Eva)
- 2020: Kroymann (Satiresendung, 1 Folge)
- 2020: Der Staatsanwalt (Fernsehserie, 1 Folge)